# Шведская антарктическая экспедиция

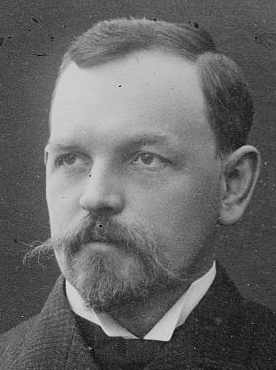
Отто Норденшельд

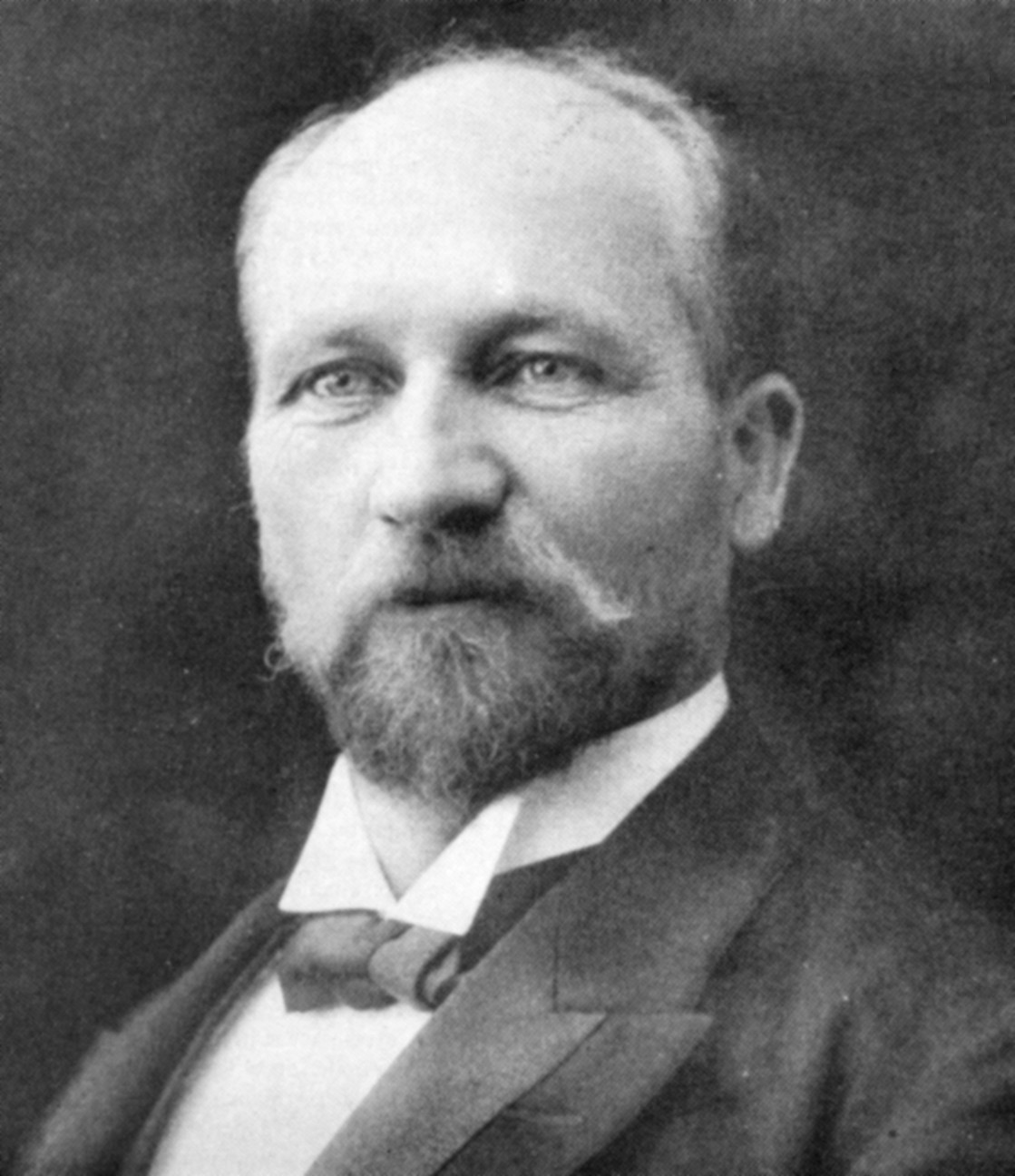
Карл Антон Ларсе

Шведская антарктическая экспедиция (1901—1904) — экспедиция под руководством Отто Норденшельда и Карла Антона Ларсена.
Отто Норденшельд, шведский геолог и географ организовал экспедицию к Антарктическому полуострову. Руководство было возложено на опытного полярника Карла Антона Ларсена, который до этого возглавлял китобойную разведывательную миссию в 1892—1893 годах. Также в экспедиции приняли участие семь ученых и шестнадцать офицеров. 16 октября 1901 года судно «Антарктик» под командованием Ларсена вышел из Гётеборга и взял курс на Антарктику.
Несмотря на многие трудности и печальный итог, экспедиция считается успешной с научной точки зрения, поскольку было исследовано западное побережье Земли Грейама, Архипелаг Палмера и Остров Джеймса Росса. Учёным удалось собрать ценные геологические образцы, а также образцы морской фауны. Эта коллекция сделала Норденшельда знаменитым, но сама экспедиция разорила его.
С этой экспедицией связаны два ключевых антарктических острова: остров Сноу-Хилл, где Норденшельд и его пять коллег провели две зимовки (одну запланированную и одну вынужденную в связи с затоплением судна «Антарктик»), и остров Паулет, на который высадилась команда затонувшего судна и оставалась там с февраля по ноябрь 1903 года, после чего их спасло аргентинское судно «Уругвай».
На обратном пути с участниками экспедиции встретился французский писатель и журналист Гастон Леру. Встретив их на Мадейре, он на протяжении шести дней плыл вместе с ними и брал интервью, после чего вернулся домой и опубликовал в газете «Le Matin» серию очерков о злоключениях экспедиции под общим названием «Les aventures de Nordenskjold». Очерки публиковались на первой полосе газеты с 6 по 22 января 1904 года, в 1985 году они были переизданы в сборнике «Du capitaine Dreyfus au pôle Sud».
Отто Норденшельд написал книгу об экспедиции: «Антарктика, или два года среди льдов Южного Полюса».